# Halmahera-Ratte
Die Halmahera-Ratte (Halmaheramys bokimekot) ist eine auf der indonesischen Insel Halmahera vorkommende Nagetierart aus der Gruppe der Altweltmäuse (Murinae). Gattung und Art wurden erst 2013 beschrieben und nach dem Verbreitungsgebiet und dem Fundort (Boki Mekot) benannt.

## Merkmale
Die Halmahera-Ratte ist mittelgroß und erreicht eine Kopf-Rumpf-Länge von 14,5 bis 16,7 cm, eine Schwanzlänge von 12,0 bis 13,2 cm und ein Gewicht von 72 bis 99 g. Das Fell ist braungrau, auf dem Rücken eher dunkelbraun und auf der Bauchseite weißlich. Die Haare sind lang und dick. Vor allem auf dem Rücken finden sich zerstreut angeordnete stachelige Borstenhaare mit weißlichen Spitzen. Das Unterfell ist kurz und dicht, grau auf der Rückenseite und grau-weißlich auf dem Bauch. Die Haare des Rumpfes sind etwa 15 bis 25 mm lang. Die Vibrissen sind lang; einige sind farblos, andere schwarz. Die Augenlider sind schwärzlich, die Ohren braun und sowohl auf der Außen- als auch auf der Innenseite mit sehr kurzen, weichen Haaren bedeckt.

## Systematik
Die Halmahera-Ratte gehört innerhalb der Unterfamilie der Altweltmäuse (Murinae) zur Tribus Rattini und dort zu einer Indo-Pazifischen Ratten-Klade, zu der auch die Gattungen Bullimus, Bunomys, Paruromys, Sundamys und Taeromys gehören. Die Vorfahren der Halmahera-Ratte sind wahrscheinlich während des mittleren Miozän auf Halmahera gelangt, als die Insel mit den Sangihe-Inseln nordöstlich von Sulawesi kollidierte.
Anfang 2018 beschrieb Pierre-Henri Fabre mit Kollegen mit Halmaheramys wallacei eine zweite Art der Gattung von den Nordmolukken.

## Belege
1. 1 2  Pierre-Henri Fabre, Marie Pagès, Guy G. Musser, Yuli S. Fitriana, Jon Fjeldså, Andy Jennings, Knud A. Jønsson, Jonathan Kennedy, Johan Michaux, Gono Semiadi, Nanang Supriatna, Kristofer M. Helgen: A new genus of rodent from the Wallacea (Rodentia: Muridae: Murinae: Rattini) and its implication for biogeography and Indo-Pacific Rattini systematics. In: Zoological Journal of the Linnean Society. Bd. 169, Nr. 2, September 2013, ISSN 0024-4082, S. 408–447, doi:10.1111/zoj.12061.
2. ↑  Pierre-Henri Fabre, Andrew Hart Reeve, Yuli S. Fitriana, Ken P. Aplin, Kristofer M. Helgen: A new species of Halmaheramys (Rodentia: Muridae) from Bisa and Obi Islands (North Maluku Province, Indonesia). Journal of Mammalogy 99 (1), 1. Februar 2018; S. 187–208. doi:10.1093/jmammal/gyx160.